# Руслан Барбурош
Руслан Барбурош (рум. Ruslan Barburoş;15 листопада 1978, Кишинів, Молдавська РСР, СРСР — 29 січня 2017, Кишинів, Молдова) — молдавський футболіст, який виступав на позиції нападника, двічі ставав найкращим бомбардиром чемпіонату Молдови. Був граючим тренером клубу з пляжного футболу «Джокер».

## Кар'єра
Футбольну кар'єру розпочав у 1994 році в клубі «Агро». У сезоні 2000/01 Руслан, виступаючи за клуби «Шериф», «Агро» та «Хайдукул», забивши нарівні з Давидом Муджірі 17 м'ячів, став найкращим снайпером Національного дивізіону. Руслан Барбурош був визнаний найкращим нападаючим в Молдові за підсумками 2001 року. У наступному сезоні, виступаючи за «Шериф», Барбурош знову забив 17 голів і став найкращим бомбардиром чемпіонату.
З 2003 року виступав за «Тирасполь», у складі якого забив 15 м'ячів.
У 2011 році перейшов В клуб «Крікова» Дивізіону «Б» зони «Центр», де і завершив кар'єру гравця.

## Досягнення

### Командні
- Чемпіон Молдови: 2000-2001, 2001-2002, 2002-2003
- Володар Кубка Молдови: 2000-2001, 2001-2002

### Особисті
- Кращий бомбардир Молдови: 2000-2001, 2001-2002
- Кращий нападник Молдови: 2001